# Kloster Heiligkreuz (Kempten)

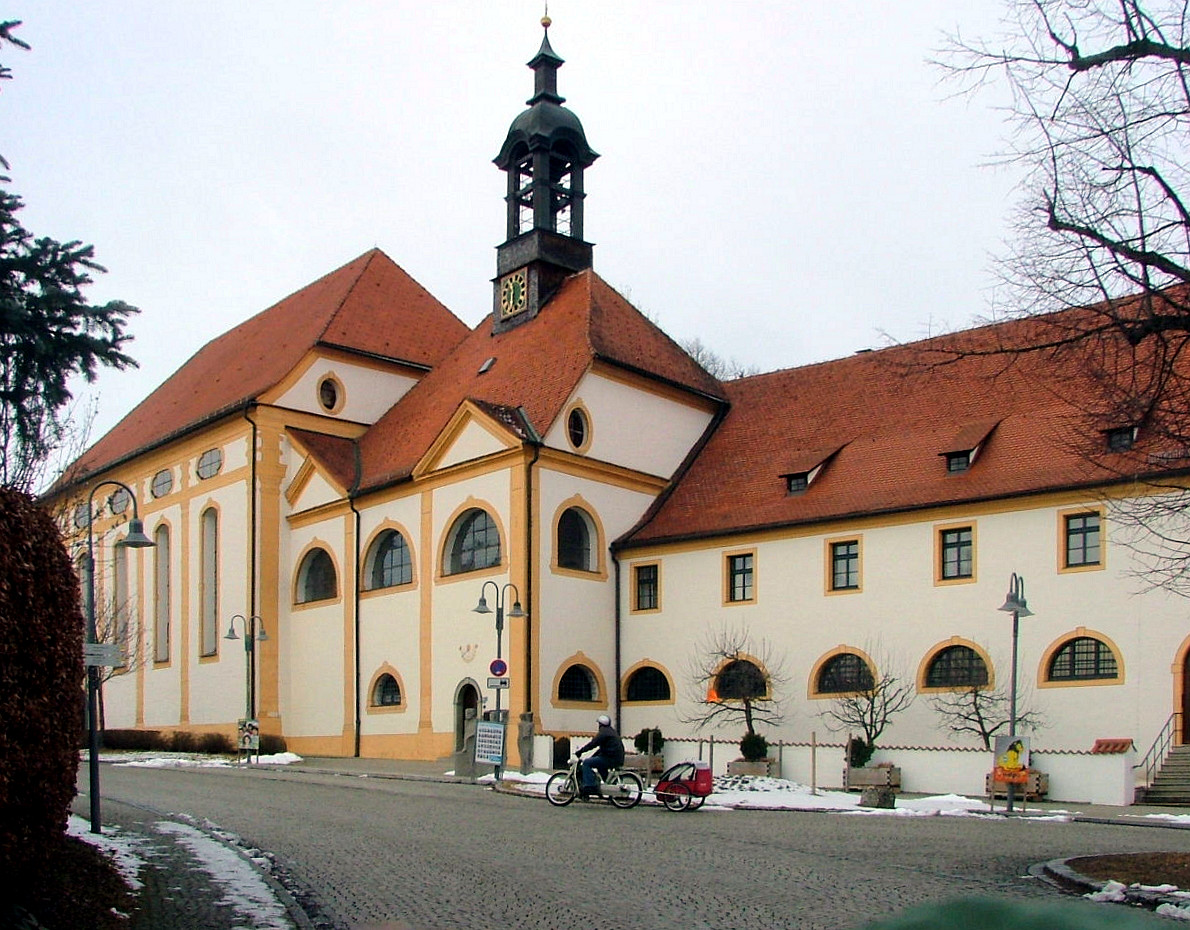
Wallfahrtskirche Heiligkreuz

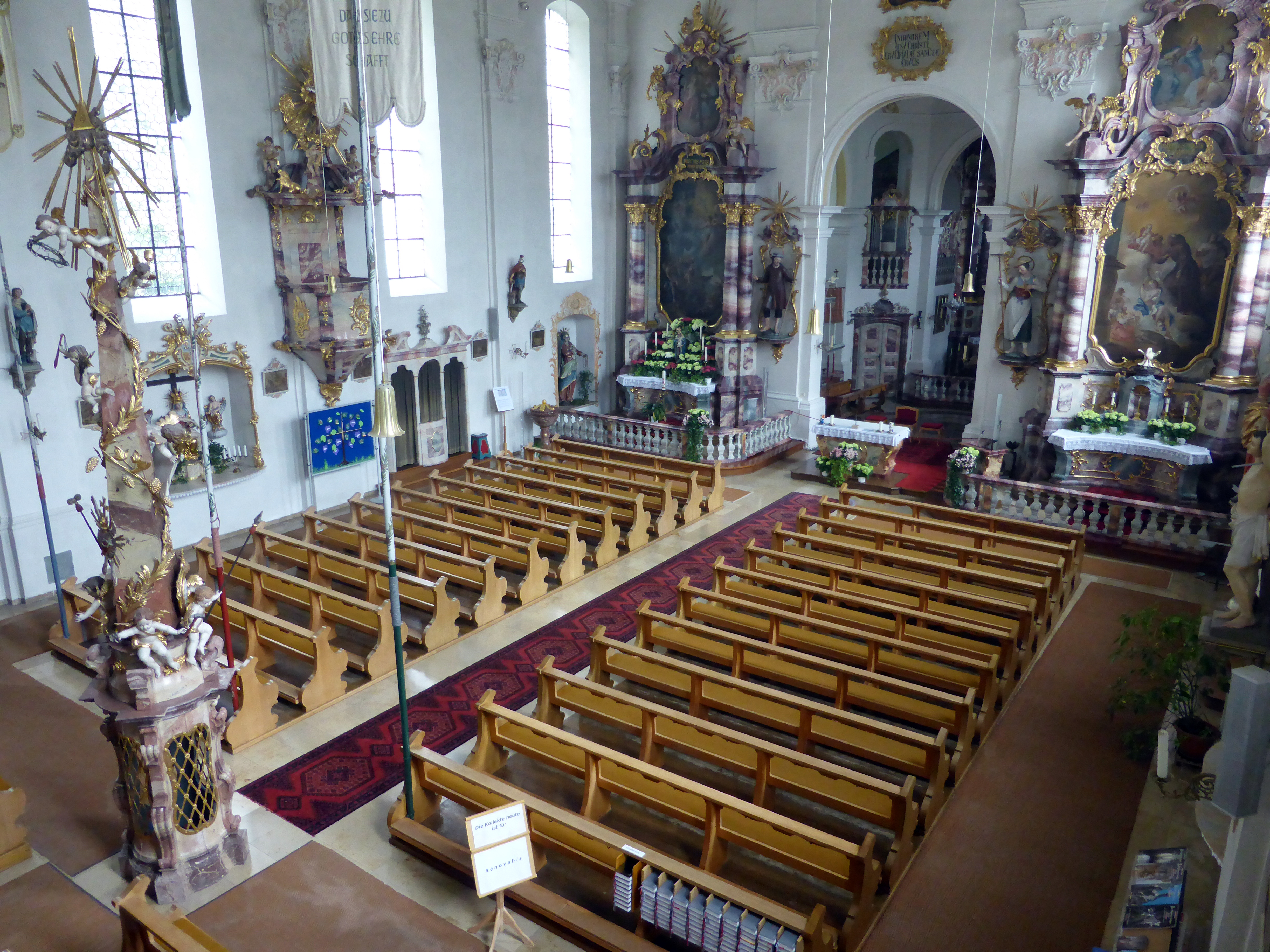
Kirchenraum

Das Kloster Heiligkreuz war ein Kloster der Franziskaner-Observanten im Ortsteil Heiligkreuz von Kempten (Allgäu) in der Diözese Augsburg. Erst mit dem Kloster entstand der Ort Heiligkreuz. Das Patrozinium des Klosters, die Kreuzerhöhung, wird am 14. September gefeiert. Zum Kloster gehört eine baulich angebundene Pfarr- und Wallfahrtskirche. Wegen der Legende des Blutwunders entwickelte sich der Ort zu einer Wallfahrt.

## Lage
Das Kloster ist das Zentrum von Heiligkreuz. Vor der Pfarr- und Wallfahrtskirche befindet sich ein geräumiger Dorfplatz um den sich eine Siedlung entwickelte.

## Geschichte
Das Kloster entstand in Zusammenhang mit der Wallfahrt am Ort eines Blutwunders. Der Legende nach soll die Bäuerin Elisabeth Hörner des benachbarten Einödhofes Kreinings am 24. Juli 1691 beim Heuen fünf rote Wasserfontänen entdeckt haben, die eine Viertelstunde lang aus der Wiese sprudelten. Diese fünf Quellen wurden mit den fünf Wunden Christi am Kreuz assoziiert. Wenig später, nachdem man das Wunder laut einer gerichtlichen Untersuchung keiner natürlichen Ursache zuordnen konnte, wurde an dieser Stelle ein Kreuz aufgestellt, zu dem ganze Gemeinden pilgerten und sich Schutz vor Krankheiten, Viehseuchen, Hagelschlag oder Missernten erhofften. Der Fürstabt Rupert von Bodman genehmigte 1694 mit seinen bischöflichen Rechten den Bau einer kleinen Holzkapelle mit einem kleinen Haus für den Wallfahrtspriester. 1711 wurde eine größere Kapelle aus Stein gebaut.
Der Archidiakon Albert von Falkenstein überreichte am 14. November 1715 dem Provinzial der Straßburger Observantenprovinz, P. Sebastian Höß, dem Onkel der heiligen Crescentia von Kaufbeuren, die Schlüssel zur Kapelle.
Schließlich wurde 1715 das Kloster Heiligkreuz gegründet, neben dem sich der Ort Heiligkreuz entwickelte. Bis zur Klostergründung betreute ein Kapitular der Fürstabtei Kempten die Pilger. Mit der Gründung übernahmen Franziskaner die Wallfahrt, die vorübergehend im Schloss Schwabelsberg untergebracht waren.
Am 6. Juli 1716 wurde der Grundstein für das Hospiz gelegt, am 18. Oktober 1717 bezogen Franziskaner ihr neues Domizil. Nachdem das Gebäude 1736 verlängert worden war, wurde das Kloster ab 1738 Konvent und damit selbstständig; 1724 wurden über 27.000 Kommunikanten gezählt – eine weitere besondere Würdigung des Klosters erfolgte durch die Ausstattung mit beglaubigten Kreuzpartikeln aus Rom sowie Reliquien verschiedener Heiliger. Die Herz-Jesu-Bruderschaft, die mit zwei Gnadenbriefen von Papst Clemens XII. bestätigt worden ist, setzte am 22. Juli 1743 Fürstabt Anselm Reichlin von Meldegg feierlich ein. Ein Höhepunkt des Klosters war das Jahr 1756/57, als über 37.000 Kommunikanten gezählt wurden.
Zum 29. September 1786 nahm der Kemptener Fürstabt Rupert von Neuenstein die Konsekration der Kirche vor. Sein Vorgänger, Honorius Roth von Schreckenstein, ließ den Chorraum renovieren und neu ausstatten.
Am 28. August 1805 wurde das Kloster im Zuge der Säkularisation aufgelöst. Das Kirchensilber wurde nach München zum Einschmelzen geschickt, der 1500 Werke umfassende Bestand der Klosterbibliothek wurde versteigert. Von 1807 bis 1829 bewohnten Augustiner des aufgelösten Augustinerklosters Memmingen die Klostergebäude (im Sinne eines Absterbeklosters). 1829 wurde nach dem Ableben des letzten Augustinermönches eine der Stadtpfarrei unterstellte Expositur errichtet. 1948 erhob der Bischof von Augsburg Heiligkreuz zur Pfarrei. Die Wallfahrtskirche wurde Pfarrkirche, in den Klostergebäuden wurden der Pfarrhof und eine Grundschule untergebracht. Mit der Eingemeindung der selbstständigen Gemeinde Sankt Lorenz, damit auch von Heiligkreuz, zu Kempten, wurde Heiligkreuz Stadtpfarrei.
In Anlehnung an die Kirchenweihe zum Heiligen Kreuz entstand zum Ende des 17. Jahrhunderts die Legende vom Heiligen Kreuz. Eine Aufschrift an der Empore beschreibt das Geschehen. „Ein großes Wunderwerk wird hier vorgestellt, an fünf orth wahres Blut ausgequellet.“ Zur Erinnerung an das erstaunliche Blutwunder schufen 1780 Künstler die Heilig-Kreuz-Säule inmitten der Kirche. Ihr kunstvoller Aufbau ist die einzige ihrer Art und damit eine Sehenswürdigkeit.
Nach der Entdeckerin des Blutwunders, der Bäuerin Elisabeth Hörner, wird eine Straße im Neubaugebiet von Heiligkreuz benannt.

## Baubeschreibung

### Maße
Das Schiff der Kirche ist rund 25 Meter lang, 15 Meter breit und 16,5 Meter hoch. Der Zentralraum ist etwa 8 Meter lang und breit, mit 4,5 Meter langen Seitenarmen fast 13 Meter breit. Der Hochaltarraum erreicht eine Länge von 6 Metern und eine Breite von 4,5 Metern. Die gesamte Kirche ist annähernd 40 Meter lang und bietet etwa 400 Sitzplätze. Der Turm hat eine absolute Höhe von 30 Metern sowie eine relative Höhe von 11 Metern über dem Chordachfirst. Der First des Langhauses ist 24 Meter hoch.

### Turm, Uhr und Glocken
Der Turm ist ein einfacher Dachreiter, der bei Franziskanerkirchen üblich ist. Er ist vermutlich beim Bau des Langhauses mit Umgestaltung des Chordaches entstanden. Die dort hängende Glocke stammt aus dem Jahr 1732. Eine Skizze aus 1752 stellt eine Zwiebelhaube dar; 1764 wurde der Turm für zwei Glocken neu erbaut. Der noch verkleidete Dachreiter wurde wohl 1830 umgestaltet, um eine dritte Glocke zu installieren. Im Jahr 1764 wurde eine Uhr besorgt, die 1803 für sieben Gulden nach Kempten und später von dort aus für 32 Gulden nach Niederrieden verkauft worden ist.
1842 erhielt die Kirche ein neues Uhrwerk samt zweier Zifferblätter für 263 Gulden. Im Jahr 1965 wurde dieses Uhrwerk durch eine moderne Turmuhranlage ersetzt. Zuletzt wurde der 1892 erneuerte Turm im Jahr 1985 statisch gesichert und erhielt eine neue Kupferüberdachung.
Seit 1830 ist das Geläut dreistimmig. Aus dieser Zeit stammt die 120 Kilogramm schwere Laurentiusglocke mit dem Relief des Heiligen. Sie wurde am 2. Juni 1830 in Augsburg vom Bischof Ignaz Albert von Riegg geweiht. Aus dem Jahre 1732 stammt die kleinste Glocke mit 55 Kilogramm, auf ihr ist eine Kreuzigungsgruppe und das Herz Jesu abgebildet.
Das Blutwunder zeigte die Glocke von 1764, die 1900 zersprang und ein Jahr darauf neu gegossen wurde. 1917 ging sie als Metallspende des deutschen Volkes verloren und wurde durch die 1920 geweihte Glocke zu Ehren des Heiligsten Herzens Jesu und der Allerseligsten Jungfrau Maria ersetzt. 1942 wurde diese im Rahmen der Metallspende des Zweiten Weltkriegs wieder abgegeben und sechs Jahre später durch eine 110 Kilogramm schwere Kreuzglocke ersetzt. Seit 1962 werden die Glocken elektro-automatisch geläutet.

## Ausstattung

### Blutsäule

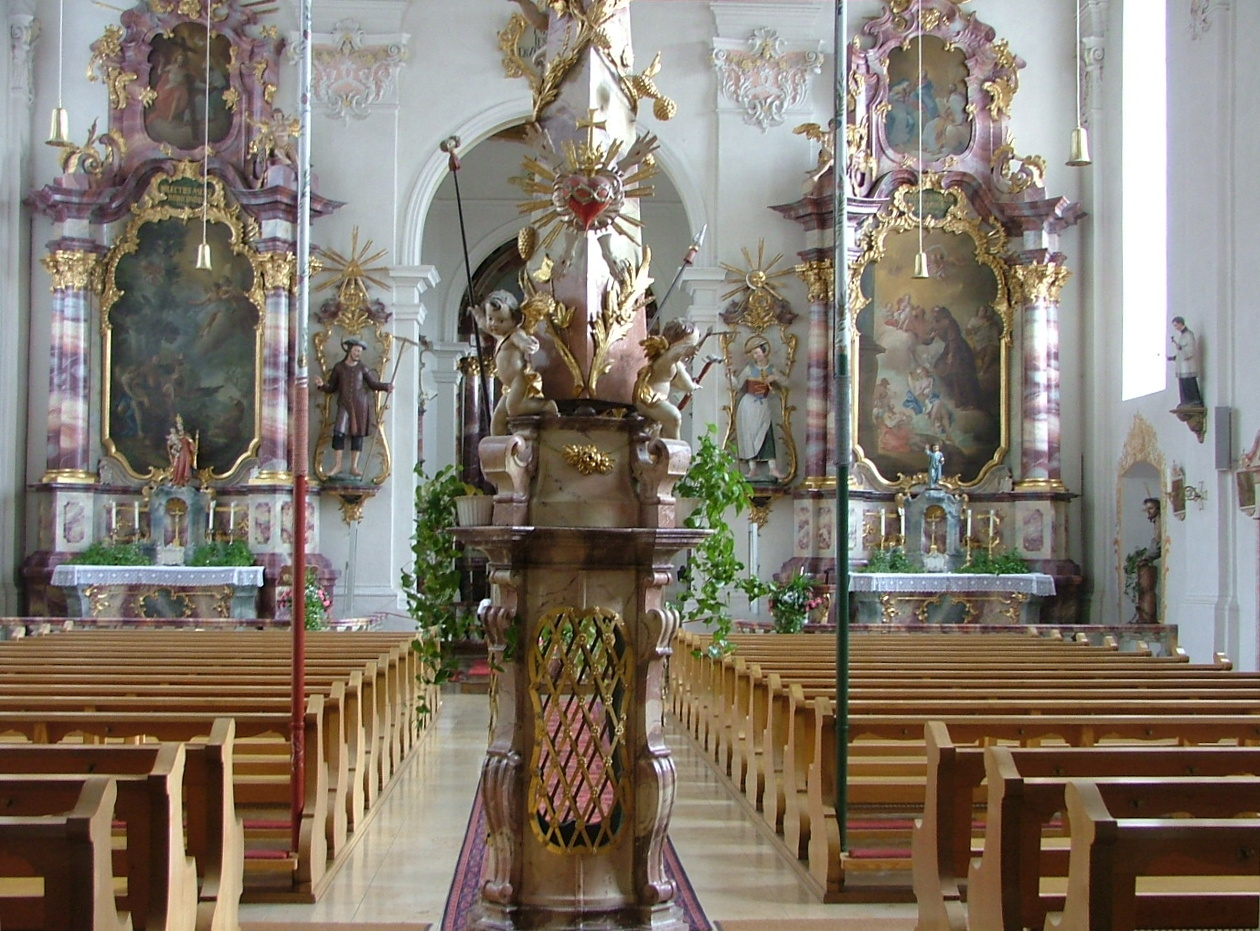
Die Blutsäule im Langhaus

Die aufragende Blutsäule im Mittelgang des Langhauses soll sich an der ungefähren Position des Blutwunders von 1691 befinden. Der marmorierte Sockel, zwischen den Eckvoluten vergittert, zeigt fünf geschnitzte Blutbrünnlein, die mit dem gegenüberliegenden Hauptbild der unteren Empore zusammenspielen: Fünf Bauern beobachten das Blutwunder mit der Allgäuer Voralpenlandschaft im Hintergrund. Am oberen Ende der obeliskartigen Säule ragt ein Gottesauge, dieses ist von acht Putten mit den Leidenswerkzeugen sowie von Ähren und Weinranken umgeben.
Die Blutsäule wurde 1780 errichtet, 1861 und 1907 renoviert.

### Fresken und Stuck

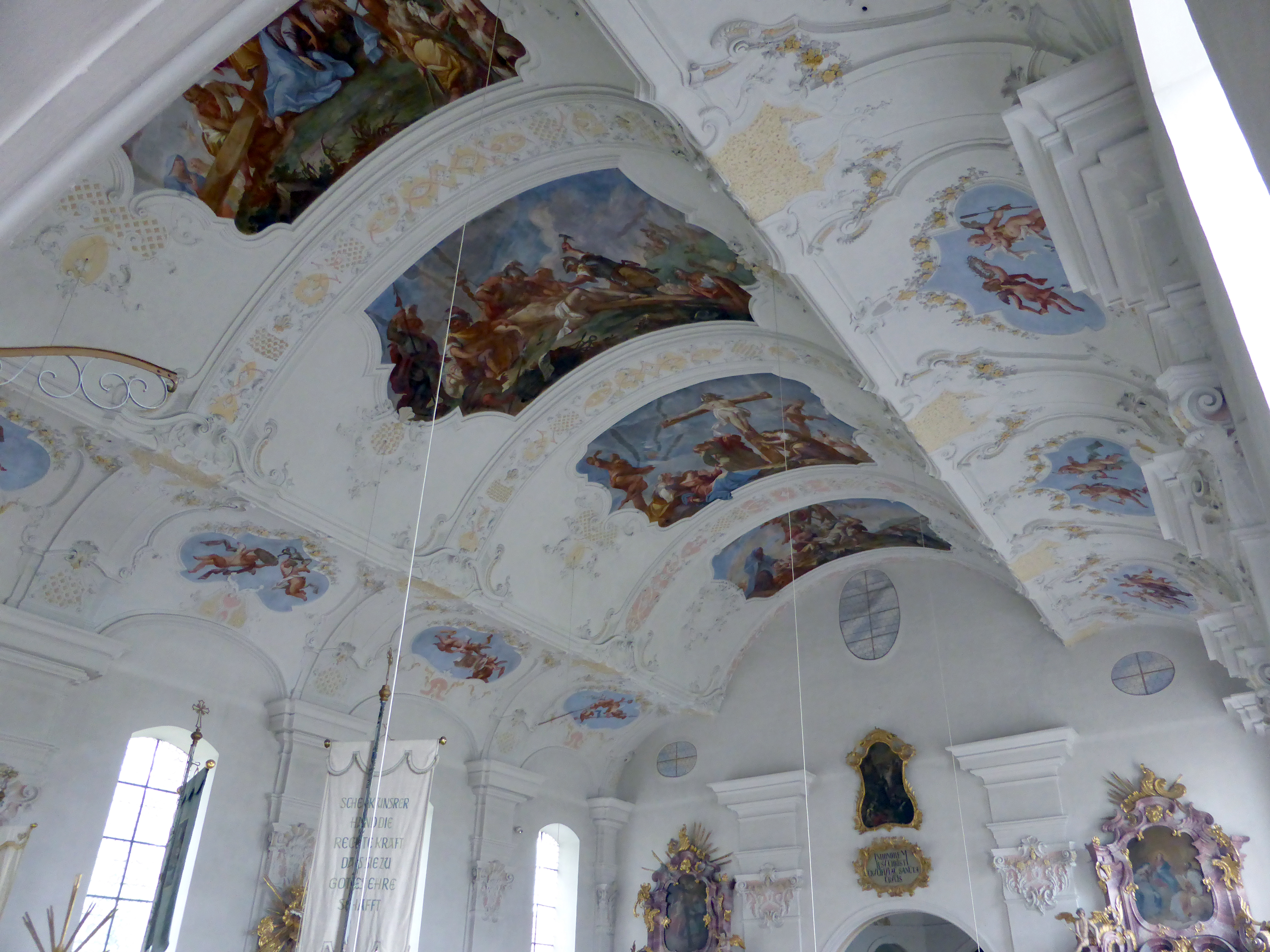
Deckenfresken

Alle Fresken beziehen sich auf den Kreuzestitel des Klosters. Das Programm spielt sich von Westen nach Osten ab und fängt mit „Mose und die Erhöhung der Ehernen Schlange“ an. Dann folgen die Stationen des Leidenswegs: Jesus fällt mit dem Kreuz, Jesus wird an das Kreuz genagelt, Jesus stirbt am Kreuz und Jesus Leichnam wird vom Kreuz genommen. Sie stammen von dem in Kempten geborenen Maler Balthasar Riepp, der auch die seitlichen Medaillons mit den Leidenswerkzeugen des Herrn malte.
Die im Chor gemalten Deckenfresken beschreiben die Geschichte des Heiligen Kreuzes: Im Altarraum ist die Kreuzauffindung durch Kaiserin Helena dargestellt, das Fresko der Hauptkuppel, von Johann Michael Koneberg signiert, zeigt Kaiser Heraklius von Byzanz mit dem verschleppten aber durch ihn wiedergewonnenen Kreuz. Er trägt es in der Darstellung feierlich nach Jerusalem. Vor dem Stadttor angelangt, kann er das Kreuz nicht mehr weitertragen, Bischof Zacharias befiehlt ihm, Krone, Mantel und Schuhe abzulegen und sich dem Erlöser gleichend Kleider der Armut anzuziehen. In dieses Bild ist ein Medaillon mit dem Bildnis des Fürstabtes Honorius Roth von Schreckenstein eingefügt.

### Altäre

#### Hochaltar

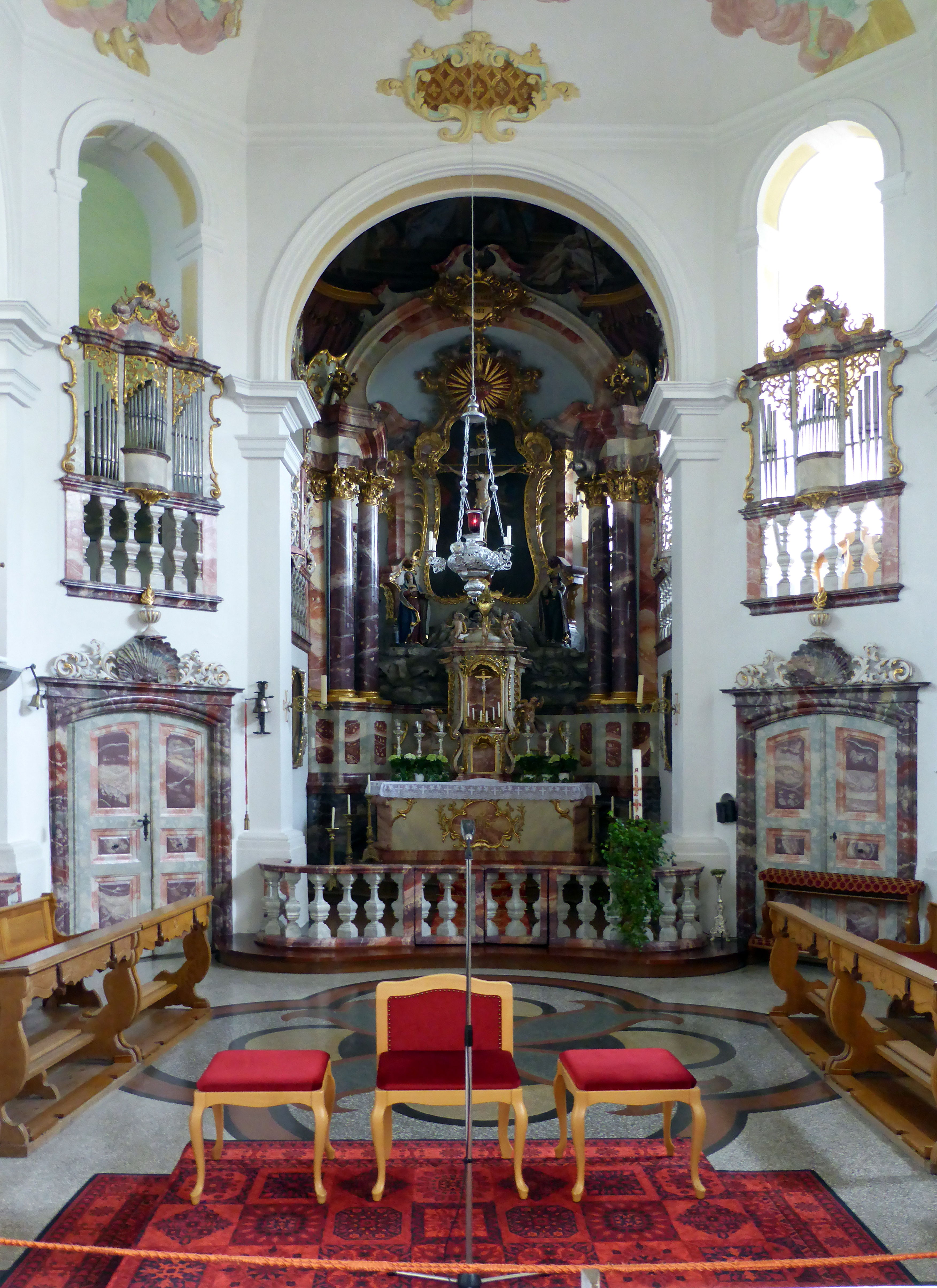
Hochaltar und Chororgel

Der Hochaltar, ein Kreuzaltar, wurde 1768 erneuert. Zwischen den frei vorgestellten, marmorierten, von Rocaille-Vasen besetzten Doppelsäulen, unter dem Herz Jesu befindet sich das Altarblatt. Es zeigt die Überwindung der Hölle und des Todes. Davor befindet sich auf einem Berg eine Golgatha Kreuzigungsgruppe mit Maria, Johannes und Magdalena. Das 1723 vom Fürstabt Rupert von Bodman gestiftete Kruzifix stammt aus dem Schloss Liebentann, es ist am Sockel mit 1623 bezeichnet. Das Tabernakel hat vier Putten.

### Kanzel
Die aus dem Jahr 1764 stammende Kanzel zeigt am Sockelprofil des dreiteilig mit Rocaillen besetzten, marmorierten Korbes die Evangelistensymbole. Der Deckel trägt die Heilig-Geist-Haube im Strahlenkranz – Putten mit Attributen bezeichnen die vier ursprünglichen Kirchenlehrer.

### Taufstein
Der Taufstein wurde 1833 für 56 Gulden durch den Steinhauer Matthias Ott aus Füssen geschaffen. Es handelt sich hierbei um ein rundes klassizistisches Rotmarmorbecken. Der marmorierte Holzdeckel trägt als Schmuck vergoldete Akanthusranken.

### Orgel

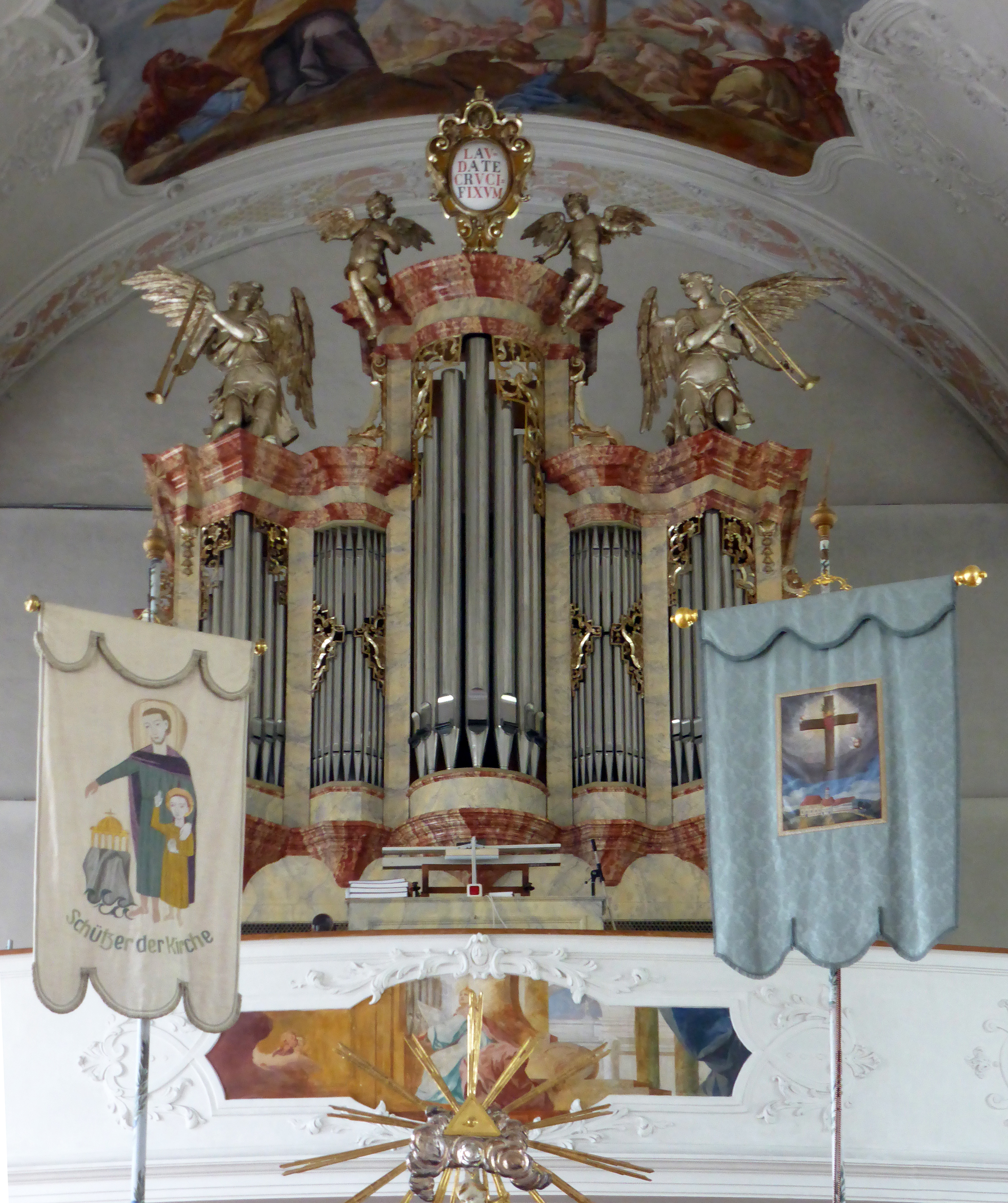
Hauptorgel

Joseph Huber stiftete eine Orgel, die zwischen 1739 und 1742 eingebaut wurde. Das einmanualige Instrument verfügte über zwölf Register und ein selbstständiges Pedal. Joseph Nägele, Orgelbauer aus Seebach, führte 1836 eine Reparatur durch und ersetzte die beiden Bälge. Gegen Ende des 19. Jahrhunderts war das Instrument abgängig, sodass die Gebrüder Hindelang im Jahr 1904 hinter dem barocken Prospekt ein neues Werk im Stil der Spätromantik mit pneumatischen Kegelladen und freistehendem Spieltisch schufen. Der Kemptener Chordirektor Eugen Jochum (1863–1926, Pate von Eugen Jochum) erstellte die Disposition mit 12 Registern, verteilt auf einem Manual und Pedal. Im Jahr 1975 ersetzte Gerhard Schmid die Mixtur. Heute steht die Orgel unter Denkmalschutz. Der Prospekt ist fünfachsig und wird von durchbrochenem Schnitzwerk verziert. Der überhöhte mittlere Rundturm wird von zwei Pfeifenfeldern mit einem Spiegelprinzipal flankiert, die zu den beiden Ecktürmen gleicher Höhe überleiten. Musizierende Engelfiguren bekrönen den reich profilierten Gesimskranz. Die ursprüngliche Disposition lautete wie folgt:
| Manual CDEFGA–c3 |       |
| Principal        | 8′    |
| Gedackt          | 8′    |
| Gamba            | 8′    |
| Octav            | 4′    |
| Flöte            | 4′    |
| Quinte           | 2 ⁄3′ |
| Superoctav       | 2′    |
| Mixtur II        | 2′    |
| Cimbel II        | 1′    |

| Pedal CDEFGA–a0 |     |
| Subbaß          | 16′ |
| Octavbaß        | 8′  |
| Posaune         | 8′  |

- Koppeln: I/P

Neben der Hauptorgel gab es eine kleine Chororgel mit sieben Registern, die zur Begleitung des Mönchsgesangs diente. Von diesem Werk, das der Augsburger Franziskanerkonvent der Kirche im Jahr 1769 schenkte, ist lediglich der Prospekt erhalten. Er stammt von Johann Nepomuk Holzhey und ist dessen erster Orgelneubau.